# Шманёв, Сергей Владимирович
Сергей Владимирович Шманёв (род. 1958) — советский и российский учёный, кандидат химических наук, доктор экономических наук, профессор, член-корреспондент Российской академии естествознания (2012).

## Биография
Родился 20 ноября 1958 года в городе Орле.
В 1981 году окончил Новомосковский филиал Московского химико-технологического института им. Д. И. Менделеева. Диссертацию на соискание ученой степени кандидата химических наук защитил в 1988 году на тему «Хелатные кремнийорганические соединения и их применение в качестве термостойких электроизоляционных материалов».
С 1988 года работал в Орловском государственном институте экономики и торговли. За годы работы в институте выполнял обязанности:
- декана факультета коммерческого товароведения (1990—1992),
- проректора по учебно-воспитательной работе (1992—1993),
- декана финансового факультета (1997—1999),
- декана факультета повышения квалификации (2003—2006),
- заведующего кафедрой экономики предприятий ОрелГИЭТ (с 2008).

В 1998 году получил второе высшее образование по специальности «Управление на предприятиях» (диплом с отличием). В 2004 году в Брянском государственном университете им. академика И. Г. Петровского защитил кандидатскую диссертацию по теме «Прогнозирование результатов инвестиционного процесса на базе модели динамических доходов предприятия (синергетический подход)». В 2007 году в ГОУ ДПО ГАСИС «Государственная академия профессиональной переподготовки и повышения квалификации руководящих работников и специалистов инвестиционной сферы» защитил диссертацию на соискание степени доктора экономических наук по теме «Методология управления инвестициями в промышленности: синергетико-институциональный подход». В 2010 году Шманёву было присвоено ученое звание профессора по кафедре экономики предприятий.
С 2014 по 2016 год он возглавлял кафедру «Макроэкономическое регулирование» Финансового университета при Правительстве Российской Федерации. С 2017 года работает в департаменте экономической теории этого же университета.
Основное направление научной деятельности: исследование экономики современной России, Политэкономические и институциональные аспекты развития общих теорий экономических процессов: подходы с позиций макроэкономического регулирования.
С. В. Шманёв имеет более 200 научных и учебно-методических работ, 2 авторских свидетельства, 14 монографий и 15 учебных пособий, используемых в педагогической практике. Под его руководством защищено 15 кандидатских диссертаций.

## Заслуги
В числе наград С. В. Шманёва:
- благодарность руководителя Федерального агентства по образованию (2008);
- диплом и медаль имени Леонарда Эйлера (2010, Германия);
- диплом и медаль имени В. Лейбница (2011);
- почетная грамота совета ректоров вузов орловской области (2012);
- грамота губернатора Орловской области (2012);
- диплом и медаль Ф. Гаусса (2014);
- диплом действительного члена Академии современного искусства 2017 (Италия),
- звание «Заслуженный деятель науки и образования РАЕН» (8 февраля 2012).

## Критика
- Экспертиза докторской диссертации С. В. Шманёва, выполненная сообществом «Диссернет», выявила, что она примерно на четверть состоит из некорректных заимствований (плагиата).[3]
- В публикациях С. В. Шманёва неоднократно были выявлены случаи некорректного заимствования:
  - 25 октября 2019 г. статья С. А. Самотиной и С. В. Шманёва была ретрагирована из журнала «Транспортное дело России» с указанием причины «Плагиат (некорректные заимствования) в публикации».[4]
  - Статья (Егорова Т.Н. Шманёв С.В. Шманёва Е.С. Нелинейные модели циклического развития экономических систем // Транспортное дело России. — 2015. — № 2. — С. 31—33.) является практически полной копией статьи (Шманёв С.В., Егорова Т.Н. Цикличность процессов инвестирования в инновационные проекты и динамика их фазовых переходов // Вестник Брянского государственного университета. — 2014. — № 3.
- Являлся оппонентом докторских и кандидатских диссертаций, которые были впоследствии признаны плагиатом:
  - в 2011 г. — оппонент диссертации Зезюлина В. В. 25 марта 2019 года диссертационный совет Д 212.196.12 при Российском экономическом университете им. Г. В. Плеханова рекомендовал лишить В. В. Зезюлина ученой степени доктора наук.[5]
  - в 2012 г. — оппонент диссертации Башевой А. В.[6]. В 2019 г. Башевой А. В. лишена степени доктора наук приказом Министерства науки и высшего образования РФ.[7]

## Труды
Учебники и учебные пособия
1. Прогнозирование и планирование национальной экономики. Учебное пособие / под редакцией Шманёва С. В., Орел, изд. Орел ГУЭТ, 2017. с.256
2. Экономическая эффективность и проектирование инноваций. Учебное пособие / под редакцией Шманёва С. В.-Орел, изд. КАРТУШ, 2015. с.175.
3. Экономика предприятий. Учебное пособие / под редакцией Шманёва С. В.-Орел, изд. КАРТУШ, 2013. с.187.
4. Оценка недвижимости. Учебное пособие / под редакцией Шманёва С. В.-Орел, изд. КАРТУШ, 2012. с.155.
5. Синергетика инвестиций. Учебное пособие.- М.: Финансы и статистика, 2011.- 366 с.
6. Экономическая оценка инвестиций. Учебно-практическое пособие.- М.: Альфа-Пресс, 2008.- 242 с.

Монографии
1. Синергетико-институциональный подход к управлению инвестиционными процессами. Монография- М: Машиностроение, 2007. — 220 с.
2. Методы принятия решения в управлении инвестиционной деятельностью. Теория и методология организации и управления экономическими системами через призму инновационно-инвестиционного процессов. Книга 2. монография / под ред. Сибирской Е. В.- Санкт-Петербург «Инфо-да», 2008.- С.5 — 23.
3. Инвестиционная деятельность предпринимателя в условиях неполной информации. Тенденции, закономерности, факторы и условия функционирования предпринимательства / Коллективная монография под ред. Лыгиной Н. И. — Воронеж: Изд-во «Научная книга», 2010.- С.176 — 193.
4. Оценка методом нечетких множеств эффективности инвестиционных проектов с позиции синергетического подхода. Математические и инструментальные методы в экономике / Коллективная монография под ред. Лыгиной Н. И. — Воронеж: Изд-во «Научная книга», 2010.-С.74 — 88.
5. Синергетико-институциональный подход к процессу управления инвестициями на региональном уровне. Тенденции, закономерности, факторы и условия функционирования региональной экономики. / Коллективная монография под ред. Лыгиной Н. И. — Воронеж: Изд-во «Научная книга», 2010.-С.22 — 38.
6. Управление инновациями на основе концепции расслоенных экономических пространств. Управление инновационными процессами в современной экономике / Коллективная монография под. редакцией проф. Шманёва С. В. -Воронеж, 2011 .-стр. 5
7. Формирование системы управления инвестициями в России. Экономические системы: генезис, формирование, развитие и прогнозирование /Коллективная монография под редакцией Лыгиной Н. И. -Воронеж Научная книга.-2011.-с.32
8. Управление инвестиционными потоками на инновационно-ориентированных промышленных предприятиях с использованием новых принципов оценки. Проблемы экономики и управления предприятиями, отраслями, комплексами /Коллективная монография под общ. ред. С. В. Шманева. — Орел: Издательство ОрелГИЭТ, 2011. — 256 с.
9. Плановые и прогнозные оценки инвестиционной деятельности на предприятии. Управление экономикой регионов / Коллективная монография под.общей редакцией О. А. Строевой. — Воронеж. Издательско-полиграфический центр «Научная книга» 2012. С.59-88.
10. Институционально-синергетический подход к экономической деятельности. Особенности развития предприятий в условиях эволюционной экономики. / Коллективная монография под редакцией С. В. Шманёва. Орел Изд. КАРТУШ, 2012. с.193.
11. Промышленная политика государства- институциональный подход. Проблемы модернизации и инноваций в Российской экономике. Монография под редакцией проф. Шманёва С. В. / Орел, изд КАРТУШ,-2013, стр 5.
12. Проблемы и перспективы осуществления инновационной политики в промышленном секторе экономики РФ. Моделирование системы управления инвестиционным климатом региона на основе комплекса факторов, активизирующих инвестиционные процессы. Монография Орел.: Издательство ОрелГИЭТ, 2015, 2.0 п.л. С. 5-26.
13. Современное состояние научного обеспечения стратегического управления, социально-экономического планирования и проектирования. Исследование тенденций и перспектив развития научного и экспертно-аналитического обеспечения стратегического управления, социально-экономического планирования и проектирования. Монография. Под редакцией Шманева С. В., Юрзиновой И. Л. Москва 2016
14. Сравнительный анализ баз данных международных организаций и Росстата в сфере миграционных процессов. Мониторинг пространственного развития России с учётом миграционных процессов: использование GIS-технологий. / Коллективная монография под редакцией Фаттахова Р. В. Орел из.-во ОрелГУЭТ, 2017. С.187.
15. Макрорегулирование инвестиционных и инновационных процессов. Макроэкономическое регулирование: задачи и перспективы развития. Монография под редакцией Д.Е, Сорокина, С. В. Шманева, И. Л. Юрзиновой. Москва Кнорус. 2018. стр.164.